# دانیکا لوئیس
دانیکا لوئیس (انگلیسی: Doneeka Lewis؛ زادهٔ ۱۹ ژوئیهٔ ۱۹۸۲) بازیکن بسکتبال اهل ایالات متحده آمریکا است.